# Femi Odugbemi

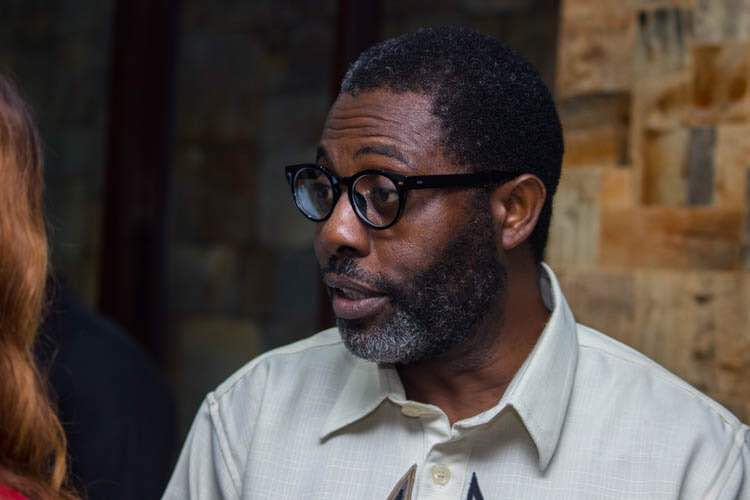
Femi Odugbemi, 2018

Femi Odugbemi (* 1963) je nigerijský spisovatel, filmař, fotograf, televizní producent a zakladatel/výkonný producent Zuri24 Media, společnosti produkující obsah v Lagosu.

## Raný život a kariéra
Odugbemi se narodil ve státě Lagos v jihozápadní Nigérii v roce 1963. Vystudoval filmovou a televizní produkci na Montana State University Bozeman Montana, USA (1979–1984). Po absolutoriu krátce pracoval v nigerijském televizním úřadu a později jako filmový a rozhlasový producent ve dvou reklamních agenturách v Lagosu: LOWE-LINTAS a McCann-Erickson.
V roce 2008 Odugbemi produkoval Tinsel, jednu z nejdéle vysílaných sérií v Nigérii s více než 3500 epizodami. V roce 2013 byl pořad oceněn jako „nejsledovanější a nejúspěšnější drama v nigerijské televizi v poslední době“.
V roce 2008 produkoval Abobaku, krátký film režírovaný Niji Akannim, a vyhrál cenu pro nejvýraznější krátký film na filmovém festivalu Zuma v roce 2010 a nejlepší kostým na 6. udílení cen Africa Movie Academy, které se konalo v dubnu 2010 v kulturním centru Gloryland. v Yenagoa, stát Bayelsa, Nigérie.
Odugbemi je hlasujícím členem Akademie filmových umění a věd (Oscarové) a Akademie televizních umění a věd (Emmy). V letech 2002-2006 působil jako prezident Asociace nezávislých producentů Nigérie (IPAN) a byl čtyřnásobným hlavním porotcem soutěže Africa Magic Viewer's Choice Awards (AMVCA), trojnásobným hlavním porotcem ugandského filmového festivalu, porotcem Mezinárodního filmového festivalu v Johannesburgu v Jižní Africe a porotce/mentor projektu Netflix / UNESCO African Folktales Reimagined.
Byl průkopnickým ředitelem akademie Multichoice Talent Factory West Africa (2018-2022). Je spoluzakladatelem / ředitelem Mezinárodního festivalu dokumentárních filmů iRepresent. Festival sleduje téma „Afrika v sebekonverzaci“ propagací filmů a příběhů o Africe.
V listopadu 2013 obdržel cenu Film Excellence Award od Society of the Performing Arts of Nigeria a v roce 2018 Cenu za celoživotní dílo od Nigerian Film Corporation.

## Filmografie

### Televizní dramata
- Pozlátko (2008)
- Battleground (2018)
- bratři (2019)
- Movement Japa (2020)
- Covenant (2022)

### Celovečerní filmy
- Maroko (2006)
- Gidi Blues (2016)[12]
- 4th Estate (2017)
- Kód Wilo (2018)

### Dokumentární filmy
- Oui Voodoo (2005)
- Ibadan: Cradle of Literati (2006)
- Oriki (2008)
- Bariga Boys (2009)
- And The Chain Was Not (2010)
- Fagunwa: Literature, Language, and Literalism[13]
- Makoko: Futures Afloat (2016)
- Unmasked: Leadership, Trust, and the COVID-19 Pandemic in Nigeria (2021)[14]